# Зелёное (Новониколаевский район)
Зелёное (укр. Зелене) — село,
Зеленовский сельский совет,
Новониколаевский район,
Запорожская область,
Украина.
Код КОАТУУ — 2323681301. Население по переписи 2001 года составляло 196 человек.
Является административным центром Зеленовского сельского совета, в который, кроме того, входят сёла
Благодатное,
Новое Поле,
Новокасьяновка,
Рыбальское и
Шевченковское.

## Географическое положение
Село Зелёное находится в балке Широчанская, по которой протекает пересыхающий ручей с запрудами,
на расстоянии в 1,5 км расположено село Рыбальское.

## История
- 1929 год (по другим данным в 1921 году) — дата основания как село Раковское.

## Экономика
- ООО «Дружба».

## Объекты социальной сферы
- Фельдшерско-акушерский пункт.
- Музей истории.

## Достопримечательности
- Братская могила советских воинов.